# Самаркандский государственный институт иностранных языков
Самаркандский государственный институт иностранных языков (узб. Samarqand davlat chet tillari instituti / Самарқанд давлат чет тиллари институти; англ. Samarkand State Institute of Foreign Languages) — государственный институт иностранных языков, расположенный в городе Самарканд, Узбекистан. Расположен около Самаркандского государственного университета, вдоль одноименного бульвара и улицы Бустонсарой. Является одной из крупнейших высших учебных заведений по изучению иностранных языков в Узбекистане и Центральной Азии.
Самаркандский государственный институт иностранных языков был организован по указу Президента Республики Узбекистан Ислама Каримова от 8 ноября 1994 года. Является одним из крупнейших институтов Узбекистана и Центральной Азии по изучению иностранных языков. В настоящее время институт подготавливает высококвалифицированных иностранных филологов специалистов, в том числе, гидов-переводчиков для высшего и среднего специального образования, а также инфраструктурам туризма. 
В институте существуют 4 факультета и 20 кафедр. В них входят: 14 центров языка и культуры, территориальный (зональный) центр обучения языкам, центр обеспечения качества образования и инноваций, а также информационно-ресурсный центр, оснащенный учебной и мультимедийной техникой. В институте действует бакалавриат (в 11 направлений), магистратура (по 8 специальностям), докторантура (4 профиля). Имеются общежитие рассчитанное на 350 студентов, а также столовая на 250 человек. 
В настоящее время готовятся кадры по следующим специальностям языков: английская, немецкая, французская, итальянская, испанская, арабская, персидская, японская, корейская и китайская. В последние годы из института вышли 6 стипендиата Президента Республики Узбекистана, 15 стипендиатов имени Алишера Навои, 3 стипендиатов имени Ислама Каримов а также более ста победителей различных программ и олимпиад. В текущим учебном году в институте обучаются 3163 студента в бакалавриате, 180 в магистратуре и 14 в докторантуре. В данный момент в учебном заведении работают 324 профессоров и преподавателей, в том числе 16 докторов наук, профессоров, 70 кандидатов наук, доцентов и 124 преподавателя, среди них 20 зарубежных специалистов.
Также, институт подписал договора с зарубежными высшими учебными заведениями о сотрудничестве с более 45 государствами мира, среди них университеты и институты таких стран как: Россия, Украина, Германия, Великобритания, Франция, Италия, США, Китай, Малайзия, Южная Корея, Япония и других государств.   

## Факультеты и кафедры

### Факультет английского языка - I
Деканом факультета является — Исмаилов Анвар Рустамович. Кафедры факультета: Кафедра методики преподавания и практики английского языка, Кафедра фонетики английского языка, Кафедра лексики и стилистики а также Кафедра истории и грамматики английского языка.

### Факультет английского языка - II
Деканом факультета является — Юсупов Отабек Якубович. Кафедры факультета: Кафедра интегрированного курса английского языка, Кафедра английского языка и литературы, Кафедра теоретических аспектов английского языка а также Кафедра методики преподавания английского языка.

### Факультет романо-германских языков
Деканом факультета является — Примов Баходир Ярашович. Кафедры факультета: Кафедра английского языка и литературы, Кафедра немецкого языка и литературы, Кафедра французского языка и литературы а также Кафедра итальянского и испанского языков.

### Факультет теории и практики перевода
Деканом факультета является — Одилов Баходир Бахтиярович. Кафедры факультета: Теория и практика перевода, Кафедра языков Дальнего востока, Кафедра языков Ближнего востока.

#### Межфакультетские кафедры
Кафедра теории языка
Кафедра «Информационные технологии»
Кафедры педагогики и психологии
Кафедра физической культуры
Кафедра общественных наук